# Shaw Communications
Shaw Communications war ein früheres kanadisches Unternehmen mit Firmensitz in Calgary. Das Unternehmen war im Aktienleitindex S&P/TSX 60 und an der NYSE gelistet und beschäftigte rund 9.400 Mitarbeiter (Stand: 2022). Es bietet ein Telefonfestnetz sowie Breitband-Internetzugänge an und betreibt ein Netzwerk von Fernsehsendern in Kanada. Seit dem Januar 2016 ist Shaw Communications durch Übernahme aufgegangen in Corus Entertainment, eine frühere Tochterfirma.

## Geschichte

Ehemaliges Logo

Ehemaliges Logo

Das Unternehmen wurde 1966 unter dem Namen Capital Cable Television gegründet. 1971 wurde – unter Leitung des Firmengründers JR Shaw – der erste Kabelanschluss in Sherwood Park, Alberta verlegt. In den 1980er und 1990er wuchs das Unternehmen durch den Erwerb von Unternehmen wie Classicomm in der Gegend von Toronto, Access Communications in der Gegend von Neuschottland, Fundy Cable in Neubraunschweig, Trillium Cable in Ontario, Telecable in Saskatchewan und Videon Cablesystems in Winnipeg. Tochterunternehmen ist unter anderem das Unternehmen Shaw Satellite Services, das StarChoice betreibt.
Das Unternehmen wurde im April 2023 von Rogers Communications übernommen.

### Übernahme von CanWest
Im Februar 2010 gab Shaw eine Vereinbarung zur Übernahme des finanziell angeschlagenen Telekommunikationsanbieters CanWest bekannt. Shaw übernahm CanWest zu 80 %, die restlichen 20 % befinden sich in der Hand mehrerer Investoren. Drei Monate später wurde von dem Unternehmen verkündet, dass Shaw die komplette Broadcasting-Sparte von CanWest übernimmt inklusive der CW Media.
Am 27. Oktober 2010 wurde die Übernahme von der Canadian Radio-Television and Telecommunications Commission (CRTC) unter Auflagen genehmigt. Seitdem operiert die Broadasting-Sparte von Shaw Communications unter dem Namen Shaw Media.
Zu den Auflagen der Übernahme gehörten:
- die Abschaltung von 67 Analogen TV-Transmittern und Umschaltung auf Digitale Systeme
- die kostenlose Installation von Satellitenempfangsanlagen für Privatkunden, bei denen das Angebot über Breitbandkabel nicht möglich ist
- Start einer zweistündigen, morgendlichen regionalen Nachrichtensendung in Regina, Saskatoon, Winnipeg, Toronto, Montreal und Halifax
- Investitionen in New Media Inhalte

## Produktportfolio

### Shaw Home Phone
Shaw Home Phone bietet verschiedene Flatrate Tarife an.

### Shaw Internet
Shaw Internet bietet diverse Breitband-Internetzugänge für Privatpersonen und Unternehmen an. Die zur Verfügung stehende Datenübertragungsrate bewegt sich zwischen 50 Mbps bis über 100 Mbps.

### Shaw Media
Shaw Media betreibt mehrere Fernsehsender in Kanada. Darunter BBC Canada, HGTV Canada, Showcase, Food Network Canada, National Geographic Channel und History Television. Durch die Übernahme von WestGlobal des Global Television Network, verfügt das Unternehmen weitere Sender in:
- British Columbia: Vancouver (CHAN Vancouver), Okanagan (CHBC Kelowna),
- Alberta: Edmonton (CITV), Calgary (CICT), Lethbridge (CISA),
- Saskatchewan: Regina (CFRE), Saskatoon (CFSK),
- Manitoba: Winnipeg (CKND),
- Ontario: Toronto (CIII), Thunder Bay (CHFD),
- Québec: Montreal (CKMI),
- Nova Scotia:Halifax (CIHF).

## Versorgungsgebiete
Das Unternehmen bietet seine Dienstleistungen in British Columbia und Alberta, sowie in Saskatchewan, Manitoba, im Nordwesten Ontario und Hamilton, Québec und Nova Scotia an.